# Хотэм, Уильям, 1-й барон Хотэм
Уильям Хотэм, 1-й барон Хотэм, также Хофам или Хотам (англ. William Hotham, 1st Baron Hotham; 1736 − 1813) — офицер Королевского флота, впоследствии адмирал. Сын сэра Бомонта Хотэма (ум. 1771), прямой потомок сэра Джона Хотэма.

## Биография
Получил образование в Вестминстерской школе и Королевской Военно-морской академии в Портсмуте. Поступил на флот в 1751 году, и мичманом провел бо́льшую часть времени в американских водах. В 1755 году он стал лейтенантом HMS St George, флагманского корабля адмирала сэра Эдварда Хока. Вскоре он получил в командование небольшой корабль, который со временем привел к более высоким назначениям. На HMS Syren (20) он дал решительный бой превосходящему по силе французскому Télémaque, а командуя шлюпом HMS Fortune, взял абордажем 26-пушечный приватир.
За эту службу он был вознагражден более сильным кораблем, а с 1757 года командовал несколькими фрегатами. В 1759 году его корабль HMS Melampe, и HMS Southampton, дали энергичный бой двум вражеским фрегатам равной силы, один из которых они взяли как приз. В 1761 году Melampe был придан эскадре Августа Кеппеля, но в основном находился в крейсерстве и взял много призов. В 1776 году в качестве коммодора Хотэм служил в североамериканских водах, и хорошо себя показал при Сент-Люсии (15 декабря 1778 года).
Продолжал служить в Вест-Индии до весны 1781 года, когда отправился домой, охраняя большой конвой торговых судов. У островов Силли Хотэм наткнулся на мощную французскую эскадру, против которой ничего не мог сделать, и многие «купцы» попали в руки французов.
В 1782 году коммодор Хотэм был с лордом Ричардом Хоу при снятии осады с Гибралтара Во время так называемого «испанского вооружения» 1790 года он поднял свой флаг уже как контр-адмирал красной эскадры. К 1791 году стал вице-адмиралом, держал флаг на HMS Britannia. В качестве заместителя лорда Худа в Средиземном море, с августа 1793 года, воевал против флота революционной Франции, а когда командующий в декабре вернулся в Англию, командование Средиземноморским флотом перешло к нему. 12 марта 1795 года провел нерешительный бой при Генуе, основная тяжесть которого легла на капитана Нельсона. Несколько месяцев спустя, 13 июля 1795 года, теперь уже полным адмиралом, вновь встретился в бою с французским флотом при Йерских островах на этот раз в условиях, обещавших решительную победу; об этом бое Нельсон написал домой: «несчастное дело».
В ноябре 1795 года его сменил на посту командующего флотом адмирал Джервис, будущий эрл Сент-Винсент, и Хотэм вернулся в Англию. В 1797 году он стал пэром Ирландии с титулом барон Хотэм Южного Долтона, возле Гулля.
В службе Хотэму не хватало пламенной энергии и гения Нельсона или Джервиса, но в качестве подчиненного он был храбрый и способный офицер, что доказал в Америке.
Хотэм умер в 1813 году. Поскольку он умер неженатым, его вотчина перешла к брату, сэру Бомонту Хотэму (1737−1814), который в мае 1813 года стал вторым бароном Хотэм. Бомонт, который был бароном-председателем казначейства в течение тридцати лет, умер 4 марта 1814 года. Ему унаследовал в качестве 3-го барона его внук Бомонт Хотэм (1794−1870), который присутствовал при Ватерлоо, а впоследствии был членом Парламента в течение сорока восьми лет. Он умер неженатым в декабре 1870 года, и ему наследовал его племянник, Чарльз (1836−1872), а затем другой племянник, Джон (1838−1907). В 1907 году его двоюродный брат Фридерик Вильям (род. в 1863) стал 6-м бароном. Другие известные члены этого семейства были: второй сын барона, сэр Генри Хотэм (1777−1833), вице-адмирал, прошедший долгую службу во время Наполеоновские войны и сэр Уильям Хотэм (1772−1848), племянник 1-го барона, служивший под командованием адмирала Адама Дункана в 1797 году при Кампердауне.